# Decorate Decorate
Decorate Decorate er et dansk rock-band, der eksisterede fra 2006 til 2009 og blev gendannet i 2021.
Bandet blev dannet i 2006 og har hidtil opnået at indtage 1. pladsen på Det Elektriske Barometer med singlen "Surname Of Copenhagen". Desuden har de spillet live med navne som Blue Foundation og det engelske band Guillemots og spillede også på Roskilde Festival i 2007.
Decorate. Decorate. udsendte i maj 2007 mini-albummet Normandie, hvorfra P3 roterede singlen "Karen", og Det Elektriske Barometer promoverede nummeret "Surname of Copenhagen". Albummet modtog tre ud af seks stjerner i musikmagasinet GAFFA.
Albummet Instructions udkom d. 27. april 2009, og det modtog fire ud af seks stjerner i GAFFA samt en rosende omtale i Dagbladet Politiken.
Bandet ophørte i september 2009 sit samarbejde.
I 2022 spillede de koncert på Christiania efter 10 års opløsning, og i januar 2025 annoncerede bandet, at man var i gang med et nyt album, der skal udgives på Target senere på året . Man udsendte d. 21. marts 2025 en ny single, "A Sun", produceret af Brian Batz, med tilhørende musikvideo.

## Diskografi
- Normandie (2007, EP)
- Instructions (2009)
- TBA (2025)